# Conner Prince
Conner Lynn Prince (ur. 28 marca 2000 w Fort Worth) – amerykański strzelec specjalizujący się w skeecie, wicemistrz olimpijski z Paryża 2024.

## Udział w zawodach międzynarodowych
| Impreza              | Rok  | Miejsce          | Skeet  | Skeet        |
| Impreza              | Rok  | Miejsce          | indyw. | druż. miesz. |
| -------------------- | ---- | ---------------- | ------ | ------------ |
| Igrzyska olimpijskie | 2024 | Paryż            | srebro | 6            |
| Mistrzostwa świata   | 2019 | Lonato del Garda | 11     | 9            |

## Życie prywatne
Mieszka w Burleson. Studiuje produkcję i zarządzanie przemysłowe na Tarleton State University. Pracuje jako kierownik w warsztacie obróbki skrawaniem.